# Herzogtum Guastalla
Das Herzogtum Guastalla (italienisch Ducato di Guastalla) war ein kleines Territorium in Norditalien. Es ging aus der Stadt Guastalla hervor. Seit 1428 kamen umliegende Gebiete hinzu und es kam zur Erhebung zur Grafschaft. Seine größte Bedeutung hatte das Gebiet unter der Herrschaft der Gonzaga. Im Jahr 1621 wurde es zum Herzogtum erhoben. Es war zu dieser Zeit etwa 1,5 Quadratmeilen groß. Im Frieden von Aachen fiel es 1748 zusammen mit den Herzogtümern Parma und Piacenza an den Bourbonen Philipp und spielte keine eigenständige Rolle mehr. Es bestand unter verschiedenen Besitzern offiziell bis zur Bildung des Königreichs Italien (1861) weiter.

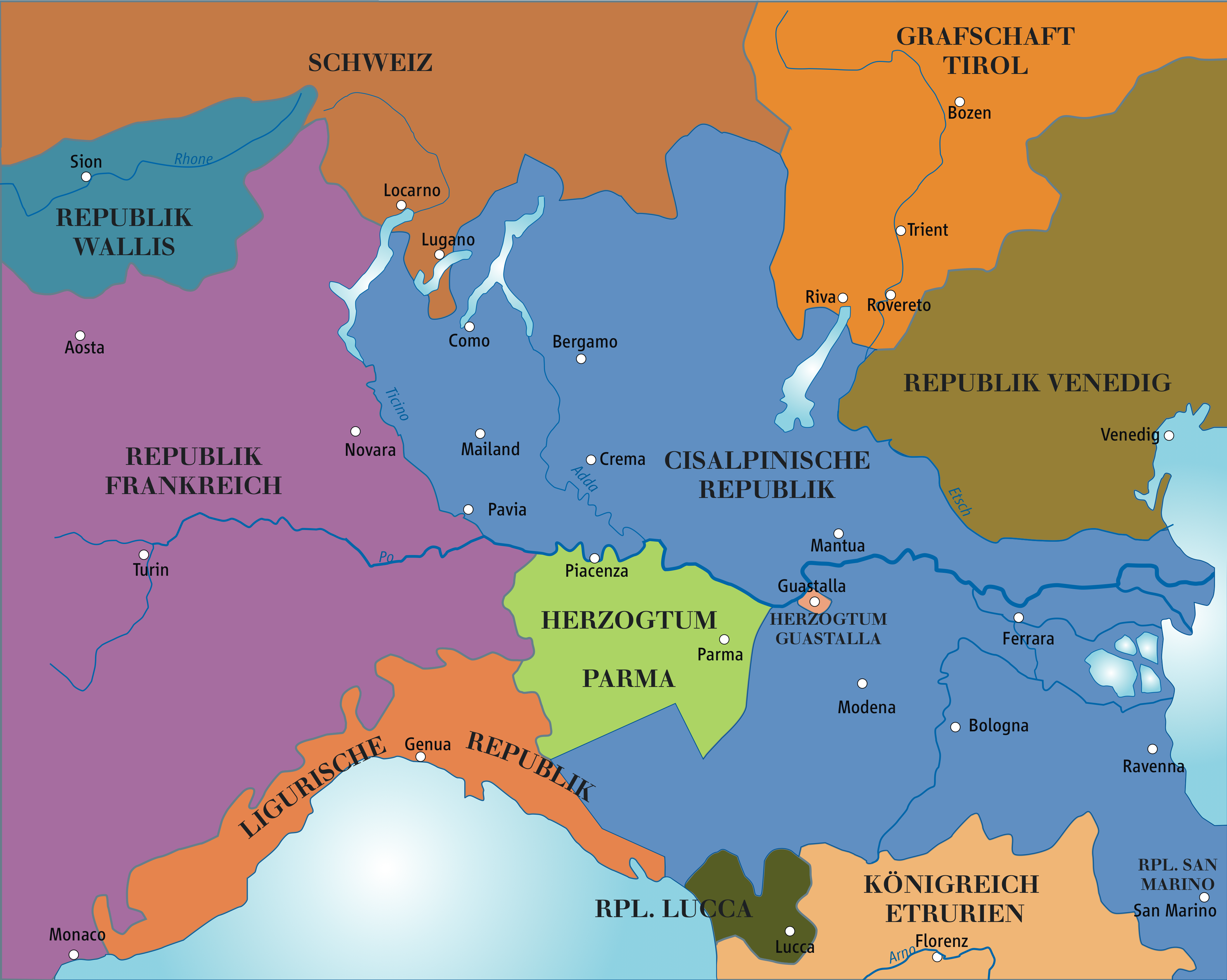
Norditalien um 1803

## Entwicklung im Mittelalter
Der Ort Guastalla am Po wurde im 8. Jahrhundert erstmals schriftlich genannt. Ludwig II. schenkte ihn 864 seiner Ehefrau Angilberga. Im 11. Jahrhundert gehörte der Ort zum Besitz der Canossa. Im 12. Jahrhundert erlangte die Stadt vom Konvent von San Sisto in Piacenza Privilegien und Garantien. In der Folge stritten mehrere Städte wie Cremona und Piacenza um den Besitz der Stadt. Offiziell blieb sie ein Teil von Reichsitalien. Karl IV. belehnte 1347 die Correggio mit dem Besitz. Allerdings war er zu schwach, um dies auch durchzusetzen. Guastalla fiel daher in den Einflussbereich der Visconti. Zusammen mit den umgebenden Gebieten wurde Guastalla 1406 von den Visconti als Lehen zur Signorie der Torelli. Die Herrschaft wurde 1428 zur Grafschaft erhoben, gleichzeitig wurde das Territorium aus dem Cremonas gelöst.

## Herrschaft der Gonzaga

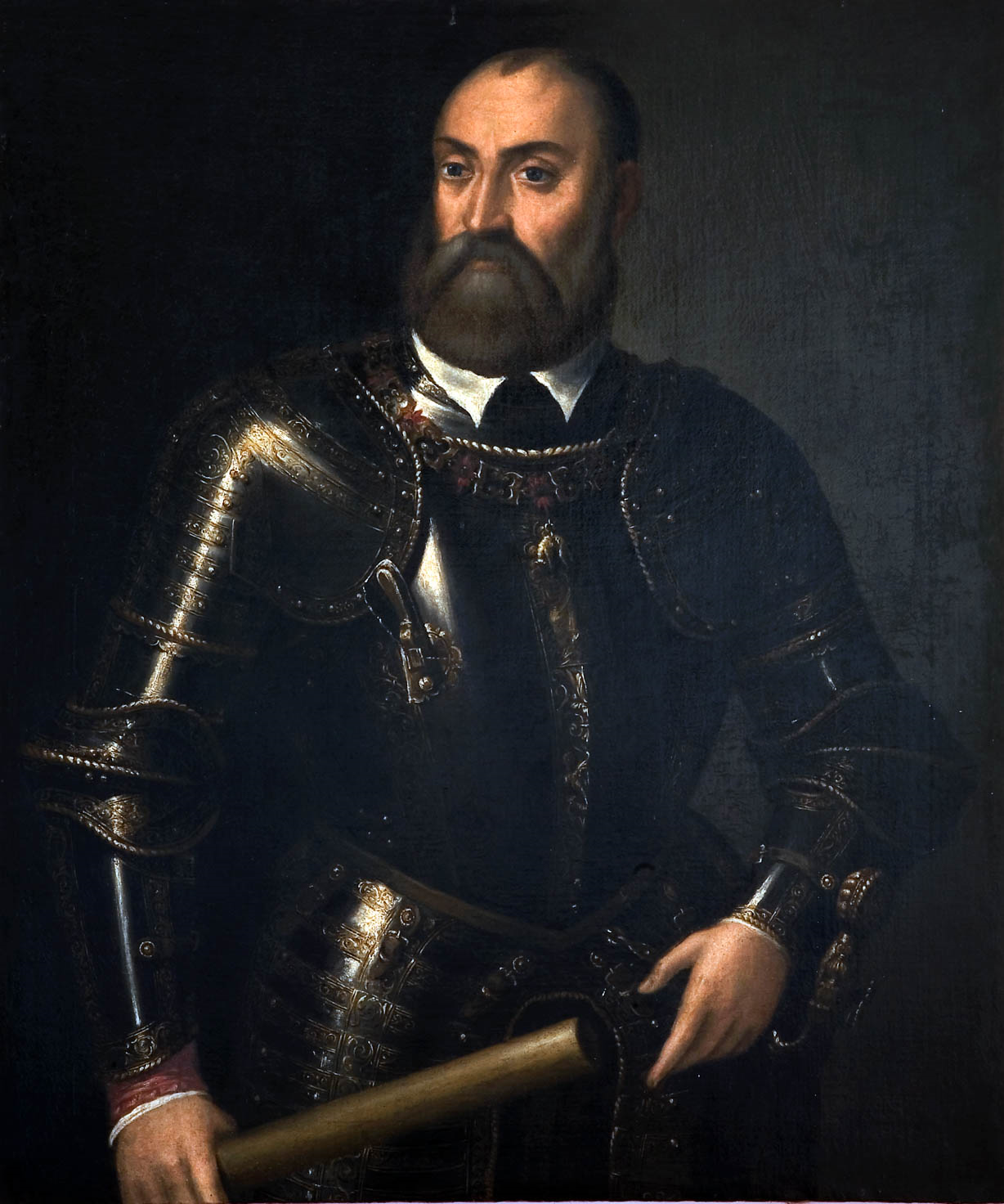
Ferrante Gonzaga, 1563

Ferrante I. Gonzaga, als Feldherr Karl V., eroberte die Grafschaft und stellte 1541 die volle Reichsunmittelbarkeit wieder her. Seither war sie im Besitz der Gonzaga. Der neue Herrscher begann 1549 damit, die Residenzstadt in eine Planstadt mit fünfeckigem Grundriss umzuwandeln.
Im Jahr 1567 richtete Cesare I. Gonzaga dort einen festen Hofstaat ein. Noch als Kleinkind trat Ferrante II. Gonzaga 1575 das Erbe des Vaters an und herrschte allein seit seinem siebzehnten Lebensjahr bis 1630. Er stand in der Gunst der spanischen und österreichischen Habsburger und heiratete vorteilhaft eine Nichte von Andrea Doria. Er bemühte sich um den baulichen Ausbau von Guastalla. Auch spielte er eine gewisse Rolle unter den kleinen oberitalienischen Fürsten. Kaiser Ferdinand II. verlieh ihm 1621 Herzogstitel.
Zusammen mit seinem Sohn Cesare II. Gonzaga wurde er Generalkommissar für Reichsitalien. Dadurch konnte die Stellung unter den Fürsten ausgebaut werden. Auch vergrößerte sich die Aussicht, nach dem Aussterben der Linie Mantua die Konkurrenz mit der Linie Gonzaga-Nevers für Guastalla zu entscheiden. Dies misslang. In den frühen 1630er Jahren kamen die Lehen Luzzara und Reggiolo hinzu, die ursprünglich im Besitz der Linie Mantua waren. Ferrante II. und Cesare II. starben kurz hintereinander 1630 und 1632. Unter anderem wegen der guten Beziehungen zu den Höfen in Wien und Madrid überstand das Land die Krise.
Ferrante III. Gonzaga hatte sich davon abgekehrt und übernahm keine Hofämter. Er versuchte das Land betont unabhängig zu führen. Er hatte etwa Gesandte in wichtigen Hauptstädten. Durch den Verkauf überkommenen Besitzes in Süditalien konnte er die Finanzen sanieren und Guastalla weiter ausbauen. Allerdings spielte er für die Habsburger politisch eine Rolle, als er 1659 den Herzog von Modena ins spanische Lager führte. Nach dem Tod von Ferrante III. gab es keine direkten Erben. Nach einer Übergangsphase übernahm 1692 Vincenzo Gonzaga den Herzogstitel. In den folgenden Jahrzehnten kam es, unterbrochen vom Spanischen- und polnischen Erbfolgekrieges, zu einer Konsolidierung des Herzogtums.
Nach dem Tod von Ferdinando Carlo von Gonzaga-Nevers hatte Österreich das Herzogtum Mantua in Besitz genommen. Allerdings bestand ein starker Anspruch der Linie Guastalla auf das Erbe. Es kam zu Ergebenheitsadressen von Vertretern Mantuas für den Herzog von Guastalla. Auch wurde er von verschiedenen europäischen Staaten als Herzog von Mantua anerkannt. Im Streit mit Wien konnte sich Guastalla nicht durchsetzen, gewann aber das Fürstentum Bozzolo und das Herzogtum Sabbioneta hinzu. Weitere Verhandlungen über Entschädigungen blieben erfolglos.

## Ende der Eigenständigkeit

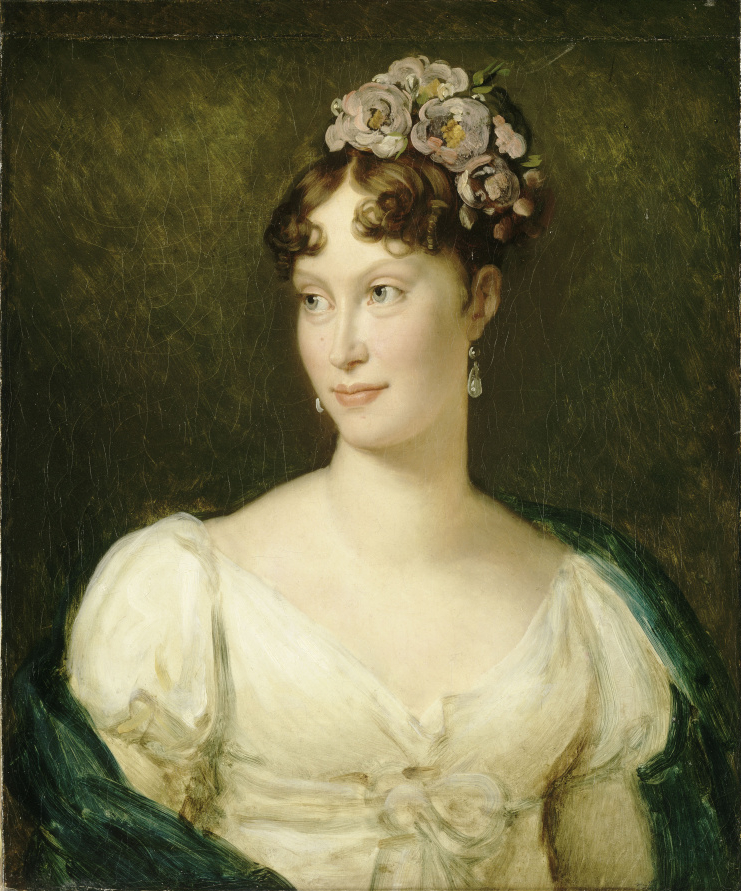
Marie Louise von Österreich (Porträt von François Gérard)

Als Giuseppe Gonzaga 1746 ohne Erben starb, zog Franz I. das Land als erledigtes Lehen ein. Im Vertrag von Aachen fiel es zusammen mit den Herzogtümern Parma und Piacenza an den Bourbonen Philipp. In den folgenden Jahrzehnten spielte das Herzogtum keine eigenständige Rolle.
Im Jahr 1797 wurde Guastalla Teil der Cisalpinischen Republik. Napoleon übergab 1806 seiner Schwester Pauline das Land. Kurz danach kam es an das Königreich Italien. Nach dem Ende der napoleonischen Herrschaft wurde Guastalla mit Parma und Piacenza Marie Louise, der Frau Napoleons, übergeben. Nach deren Tod 1847 kam es vorübergehend an Karl von Bourbon, ehe es 1848 an das Herzogtum Modena fiel. Mit diesem kam Guastella 1860 an das Königreich Italien.

## Herrscher

### Signori
- Gilberto da Correggio (1307–1321)
- Simone da Correggio (1321–1346), zusammen mit
  - Guido da Correggio
  - Azzone da Correggio
  - Giovanni da Correggio
- Herzogtum Mailand (1346–1403)
- Ottone Terzi (1403–1406)

### Grafen
- Guido Torelli (1406–1449)
- Cristoforo Torelli (1449–1490)[2]
- Guido Galeotto Torelli (1460–1479), zusammen mit
  - Francesco Maria Torelli
- Pietro Guido II. Torelli (1486–1494)
- Achille Torelli (1494–1522)
- Ludovica Torelli (1522–1539)
- Ferrante I. Gonzaga (1539–1557)
- Cesare I. Gonzaga (1557–1575)

### Herzöge
- Ferrante II. (1575–1630, 1621 Herzog von Guastalla)
- Cesare II. (1630–1632)
- Ferrante III. (1632–1678)
- Vincenzo (1692–1714)
- Antonio Ferrante (1714–1729)
- Giuseppe (1729–1746)
- Maria Theresia, auch Kaiserin (1746–1748)
- Philipp, auch Herzog von Parma (1748–1765)
- Ferdinand, auch Herzog von Parma (1765–1797)
- Camillo Filippo Ludovico Borghese (1805–1813)
- Marie Louise, auch Herzogin von Parma (1814–1847)
- Franz, auch Herzog von Modena (1847–1861)

## Guastalla in der Literatur
Gotthold Ephraim Lessing verlegt die Handlung seines Trauerspiels Emilia Galotti in den Duodezstaat Guastalla, der mit dem realen Guastalla allerdings nichts zu tun hat. Eine der Hauptfiguren ist ein fiktiver Prinz von Guastalla namens Hettore Gonzaga.